# Škalce
Škalce so predmestno naselje Slovenskih Konjic, v občini Slovenske Konjice.
Nekdanja razložena vas se nahaja severno od središča Slovenskih Konjic, na vinorodnem terciarnem gričevju podpohorskega dela Dravinjskih goric, na območju dveh valovitih slemen, ki potekajo od severozahoda proti jugozahodu. Tla so lapornata, primerna za vzgojo žlahtnih sort vinske trte in sadnega drevja, zato območje večinoma obsega vinograde, tudi nekaj ostankov gozdov, pašnike in travnike. 
V osrednjem in zahodnem delu Škalc, kjer so najboljše lege, so bili vinogradi večji, kar kaže na nekdanjo posest premožnejših lastnikov, cerkve, plemstva, tržanov in trgovcev. Med vinogradi tako ponekod stojijo tudi zidanice tedanjih lastnikov, kneza Windisch-Graetza (t. i. Vinogradniški dvorec), gostilničarja Wallanda in drugih.   
Med vinogradi v Škalcah danes stoji tudi sodobna vinska klet in gostilna - vinotoč Grič (nekdanji vinotoč Klemenovo), v lasti podjetja Zlati Grič.
Predel Škalc ob lokalni cesti, speljani po severnem slemenu nad vinogradi, izven območja registrirane kulturne dediščine, je v celoti pozidan z novejšimi stanovanjskimi hišami in nima več prvotnega značaja vinogradniške kulturne krajine.

## Zgodovina
Škalce so  bile prvič omenjene leta 1373 z imenom Schalcz, listino hrani Štajerski deželni arhiv v Gradcu. Pozneje so bile omenjene še kot Schkaltz (1387) in Scalz (1409). V franciscejskem katastru iz leta 1825 so zapisane kot Skallitz. 
V času pred drugo svetovno vojno so bile Škalce večinoma v lasti premožnejših tržanov in veleposestnikov, le severozahodni del je bil bolj ruralen, na grebenih in drugod so stale lesene viničarije ter manjše kmetije. Viničarji so svoje bivališče lastniku odplačevali z delom v vinogradih in na njivah.

## Jamne
V Jamnah, ki ležijo v dolinici med škalskimi vinogradi, je osrednja stavba nekdanja Werzanijeva, nato pa Fantonijeva, Ogorevčeva in nazadnje Križničeva vila, zgrajena v obliki angleškega dvorca. Tam je danes manjši gostinski lokal in sprejemna pisarna lokalnega golfišča, ki so ga umestili med vinograde. 
Prvotno vrhkletno hišo s kolarsko delavnico in žganjekuho sta zakonca Werzan leta 1881 nadzidala v nadstropno vilo, ki jo je kupil Tomaž Fantoni, po njegovi smrti leta 1892 pa je žena posest s hišo prodala Martinu Ogorevcu, zavednemu slovenskemu trgovcu, ki je v Jamnah imel vinotoč in penzion s tujskimi sobami. Po očetovi smrti je posest prevzela hči Ana, njen mož Alojz Križnič pa je bil ustanovitelj in prvi predsednik lokalnega turističnega društva ter konjiški župan.